# Municipio de Hendrickson (Dakota del Norte)
El municipio de Hendrickson (en inglés: Hendrickson Township) es un municipio ubicado en el condado de McHenry en el estado estadounidense de Dakota del Norte. En el año 2010 tenía una población de 55 habitantes y una densidad poblacional de 0,59 personas por km².

## Geografía
El municipio de Hendrickson se encuentra ubicado en las coordenadas 48°9′32″N 100°49′47″O / 48.15889, -100.82972. Según la Oficina del Censo de los Estados Unidos, el municipio tiene una superficie total de 93.62 km², de la cual 93,42 km² corresponden a tierra firme y (0,21 %) 0,2 km² es agua.

## Demografía
Según el censo de 2010, había 55 personas residiendo en el municipio de Hendrickson. La densidad de población era de 0,59 hab./km². De los 55 habitantes, el municipio de Hendrickson estaba compuesto por el 98,18 % blancos, el 1,82 % eran asiáticos. Del total de la población el 0 % eran hispanos o latinos de cualquier raza.